# Переходная новая кора
Переходная новая кора, или произокортекс, неокортикальная переходная кора — это области новой коры, анатомически прилегающие к областям аллокортекса (вернее, аллокортикальной переходной коры, периаллокортекса) и являющиеся в отношении гистологического строения переходными между типичным для новой коры шестислойным строением, и строением с меньшим числом слоёв, характерным для областей аллокортекса.
К переходной новой коре относятся, в частности, такие области коры больших полушарий головного мозга млекопитающих животных, как поясная кора, инсулярная кора, парагиппокампальная кора, подмозолистая область, подколенная область, ретроспленальная кора.
Вместе с областями аллокортикальной переходной коры обоих подтипов (переходной старой коры и переходной древней коры), переходная новая кора образует так называемую промежуточную кору, или мезокортекс.